# たかが世界の終わり
『たかが世界の終わり』（たかがせかいのおわり、仏: Juste la fin du monde、英: It's Only the End of World）は、グザヴィエ・ドラン監督・脚本・編集による2016年のカナダ・フランスのドラマ映画である。ジャン＝リュック・ラガルスの戯曲『まさに世界の終り』を原作としており、ギャスパー・ウリエル、ナタリー・バイ、マリオン・コティヤール、レア・セドゥ、ヴァンサン・カッセルらが出演している。
第69回カンヌ国際映画祭ではコンペティション部門でパルム・ドールを争い、グランプリとエキュメニカル審査員賞を獲得した。第89回アカデミー賞外国語映画賞にはカナダ代表作として出品され、2016年12月に発表された最終選考9作品に選ばれたが、本選ノミネートには至らなかった。カナダ・スクリーン・アワードには9部門、フランスのセザール賞には6部門にノミネートされた。ケベックとフランスでは2016年9月21日に封切られた。

## あらすじ
「どこか」とだけ特定された場所で、34歳のゲイの劇作家で末期症状に対処しているルイは、12年ぶりに家族と再会するため故郷への短いフライトに乗る。妹シュザンヌには彼の思い出がほとんどない。家に到着すると、母マルティーヌは、ルイが兄アントワーヌの妻であるカトリーヌに一度も会ったことがないことに気づき驚く。ルイが彼らの結婚式に出席しなかったためである。カトリーヌはルイに、彼女とアントワーヌの子供について話し始めるが、なぜ息子の一人をルイとアントワーヌの父にちなみルイと命名したかの説明で、落ち着かない様子になり言葉に詰まってしまう。アントワーヌは、ルイは子供の話になど興味がないと言い放ち、緊張感を生む。ルイは以前の家を見に行きたいと懐かしがるが、廃屋とみなしている他の家族は戸惑う。その後彼は電話で会話し、どう反応されるかはわからないが、死が差し迫っていることを家族に伝えたら出発する予定だと話す。
ルイとカトリーヌは廊下でぎこちなく出会い、緊張した会話についてお互いに謝罪する。ルイは、アントワーヌはルイに関するネガティブな意見を彼女に与えたかったのだろうと述べる。カトリーヌは、アントワーヌは実際ほとんどルイのことを話さず、そしてルイが彼らの人生にほぼ全く興味がないと感じていると答える。彼女は公然とこの考えに一理あるのではと思っている。彼女はルイにアントワーヌの仕事を知っているか質問し、近所で工具を作っていることを説明する。マルティーヌもまた、ルイに家族の責任を負うよう諭し、彼の地位、成功や勇気がその権威にふさわしいのだと言う。彼女は、手紙を送っていた住所から彼が引っ越したこと、彼が現在どこに住んでいるか知らされていなかったことを知る。
食事の間、ルイはもっと頻繁に帰省すると約束し、シュザンヌにいつでも彼に会いに来て良いと伝える。しかし、ルイが出発しようとしていることがすぐに明らかになる。これに乗じ、アントワーヌは無理やり彼を家から追い出そうとする。家族はアントワーヌの蛮行に怒鳴り返す。アントワーヌは応酬し、家族の変わり者として扱われることにはうんざりだと言う。しばらくの後、ルイは家族に彼の予後について話すことなく出発する。

## キャスト
- ナタリー・バイ - マルティーヌ
- ヴァンサン・カッセル - アントワーヌ
- マリオン・コティヤール - カトリーヌ
- レア・セドゥ - シュザンヌ
- ギャスパー・ウリエル - ルイ

## 製作
ドランが『たかが世界の終わり』を監督し、ギャスパー・ウリエル、ナタリー・バイ、マリオン・コティヤール、レア・セドゥ、ヴァンサン・カッセルが出演する企画は2015年4月に発表された。映画はテレフィルム・カナダの支援を通し、サンズ・オブ・マニュアルのナンシー・グラント、ドラン、MK2プロダクションズのナタナエル・カルミッツ、シルヴァン・コルベイユにより製作される。国際セールスはセヴィル・インターナショナルが指揮した。主要撮影は2015年5月26日にモントリオールで始まった。

## 公開
ワールドプレミアは2016年5月にカンヌ国際映画祭で行われた。また2016年6月にシドニー映画祭、9月にトロント国際映画祭で上映された。ケベック州及びフランスでは2016年9月21日に封切られた。

## 評価

### 批評家の反応

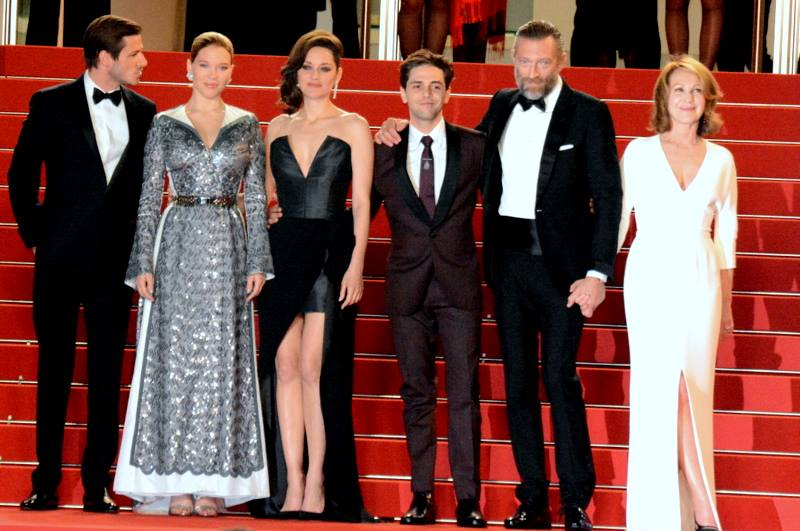
第69回カンヌ国際映画祭での監督と出演者たち。

カンヌ国際映画祭でのプレミア上映の際は観客及び批評家の反応は芳しくなく、『ヴァニティ・フェア』誌からは「カンヌで最も期待外れの映画」と評された。『ハリウッド・リポーター』からは「寒く、不満足」、『バラエティ』からは「しばしば耐え難いほど劇的な経験」と書かれた。映画祭の期間中、ドランはメディアからの酷評に反論した。一方で『ガーディアン』誌など高評価する批評媒体も存在した。最終的にカンヌではグランプリとエキュメニカル審査員賞を獲得した。
フランスの映画ウェブサイトのAlloCinéでは44件のレビューで平均点は3.3/5となった。またRotten Tomatoesでは44件のレビューで支持率は43%、平均点は5.8/10となった。Metacriticは11件のレビューで加重平均値を48/100とした。

### 興行収入
フランスでは391スクリーンで封切られ、103万4477枚のチケットを売り上げて初登場1位となった。

### 受賞とノミネート
| 映画祭・賞                   | 部門                   | 候補                                                     | 結果       |
| ---------------------------- | ---------------------- | -------------------------------------------------------- | ---------- |
| カナダ・スクリーン・アワード | 作品賞                 | 『たかが世界の終わり』                                   | 受賞       |
| カナダ・スクリーン・アワード | 監督賞                 | グザヴィエ・ドラン                                       | 受賞       |
| カナダ・スクリーン・アワード | 脚色賞                 | グザヴィエ・ドラン                                       | 受賞       |
| カナダ・スクリーン・アワード | 助演男優賞             | ヴァンサン・カッセル                                     | 受賞       |
| カナダ・スクリーン・アワード | 助演女優賞             | ナタリー・バイ                                           | ノミネート |
| カナダ・スクリーン・アワード | 撮影賞                 | アンドレ・トュルパン                                     | 受賞       |
| カナダ・スクリーン・アワード | メイクアップ賞         | Maïna Militza Denis Vidal                                | 受賞       |
| カナダ・スクリーン・アワード | 音響賞                 | François Grenon                                          | ノミネート |
| カナダ・スクリーン・アワード | 音響編集賞             | Sylvain Brassard Guy Francoeur Benoît Dame Guy Pelletier | ノミネート |
| カンヌ国際映画祭             | グランプリ             | 『たかが世界の終わり』                                   | 受賞       |
| カンヌ国際映画祭             | エキュメニカル審査員賞 | 『たかが世界の終わり』                                   | 受賞       |
| セザール賞                   | 監督賞                 | グザヴィエ・ドラン                                       | 受賞       |
| セザール賞                   | 主演男優賞             | ギャスパー・ウリエル                                     | 受賞       |
| セザール賞                   | 助演男優賞             | ヴァンサン・カッセル                                     | ノミネート |
| セザール賞                   | 助演女優賞             | ナタリー・バイ                                           | ノミネート |
| セザール賞                   | 編集賞                 | グザヴィエ・ドラン                                       | 受賞       |
| セザール賞                   | 外国語映画賞           | 『たかが世界の終わり』                                   | ノミネート |
| ハンブルク国際映画祭         | 芸術映画賞             | 『たかが世界の終わり』                                   | 受賞       |
| グローブス・デ・クリスタル賞 | 映画賞                 | 『たかが世界の終わり』                                   | ノミネート |
| グローブス・デ・クリスタル賞 | 男優賞                 | ヴァンサン・カッセル                                     | ノミネート |
| グローブス・デ・クリスタル賞 | 男優賞                 | ギャスパー・ウリエル                                     | ノミネート |
| グローブス・デ・クリスタル賞 | 女優賞                 | マリオン・コティヤール                                   | ノミネート |
| リュミエール賞               | 男優賞                 | ギャスパー・ウリエル                                     | ノミネート |
| リュミエール賞               | 音楽賞                 | ガブリエル・ヤレド                                       | ノミネート |
| リュミエール賞               | フランス語作品賞       | 『たかが世界の終わり』                                   | ノミネート |